# Scopula ornata
The Lace Border (Scopula ornata),là một loài bướm đêm thuộc họ Geometridae. Nó được tìm thấy ở châu Âu, Bắc Phi và Cận Đông.
Sải cánh dài 21–24 mm. Con trưởng thành bay vào tháng 5 và tháng 6, then again from late tháng 7 đến tháng 9.
Ấu trùng ăn nhiều loại thực vật thân thảo, mainly Thymus, but also Achillea, Mentha, Origanum, Rumex, Taraxacum và Veronica.

## Hình ảnh

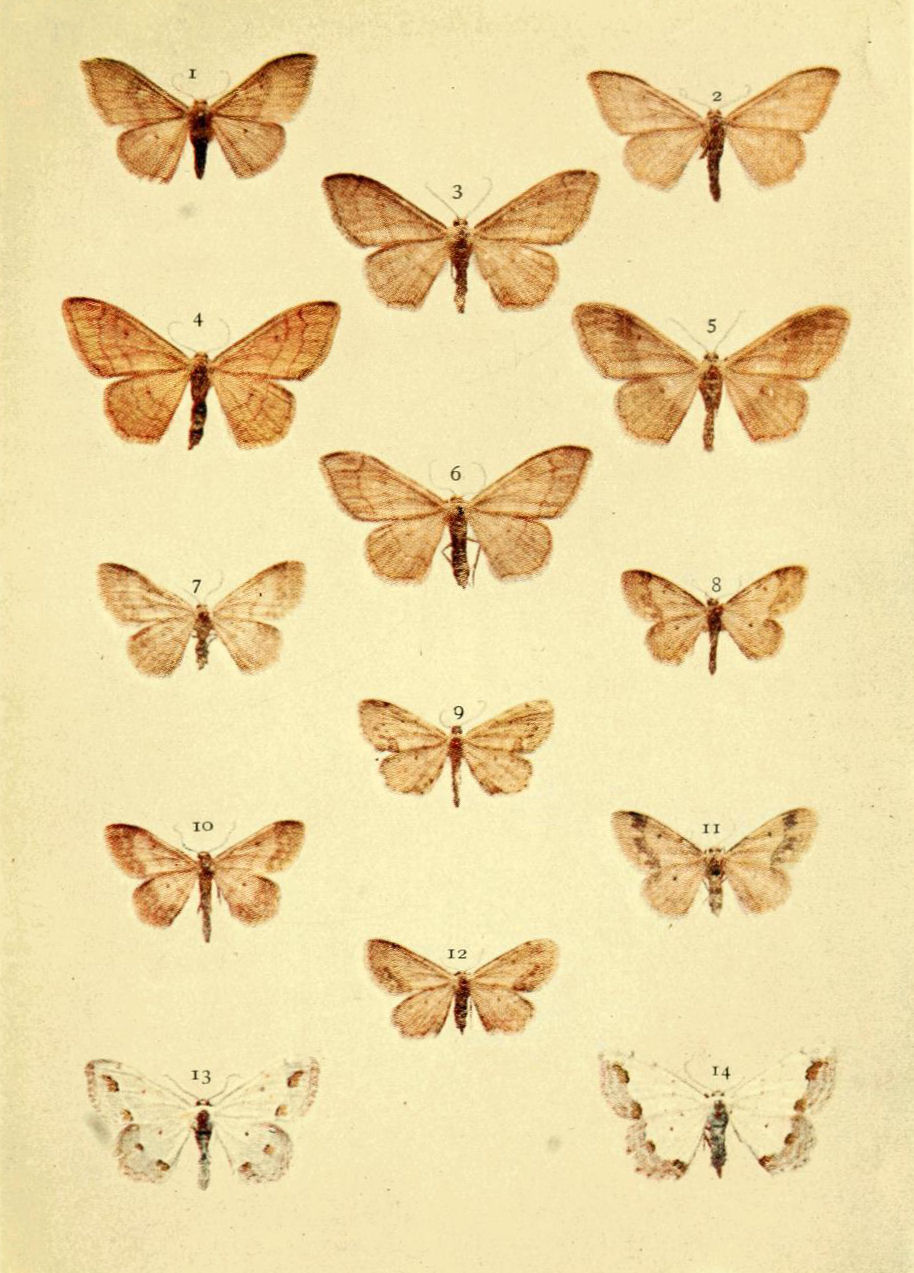